# Citalopram
Citalopram er et antidepressivum i klassen selektive serotoningenoptagshæmmere. Det blev oprindeligt udviklet af firmaet H. Lundbeck A/S og markedsført under navnet Cipramil®. Patentet udløb dog i 2003 og der produceres nu generiske versioner af flere producenter.
Tabletter indeholdende citalopram markedsføres i Danmark i dag under navnene Cipramil® og Akarin®.
Citalopram-stoffet blev kreeret under ledelse af chefforsker Arne Geisler.

## Historie
Lundbeck var de første til at fremstille citalopram, hvilket skete i august 1972. Man havde i løbet af 1950'erne opdaget at signalstofferne noradrenalin og serotonin, havde stor betydning i behandlingen af skizofreni og depression. Man lavede senere en hypotese om depression, den såkaldte serotoninhypotese, som går ud på at en depression kommer som følge af et underskud af dette signalstof i synapserne. Man fandt ud af at man kunne øge koncentrationen af signalstoffet i synapserne ved at mindske eller hæmme genoptagelsen af stoffet. 
På Lundbeck forskede man i at finde stoffer der kunne hæmme denne genoptagelse og man opdagede derfor i august 1972 stoffet citalopram.

## Kemisk struktur
Citalopram består af forskellige funktionelle grupper. Den består af en nitrilgruppe på en aromatisk ring, et oxygenatom i en heterocyklisk ring, en halogeneret aromatisk ring og en amingruppe i enden af en kæde.
Citalopram fremstilles blandt andet ved hjælp af såkaldte grignardreaktioner, som Lundbeck har specialiseret sig i at lave på produktionsskala.
Ved dannelse af citalopram med udgangspunkt i phthalimid er der ni reaktionstrin, f.eks. nitrering og reduktion udover grignardreaktionen.
Da citalopram har et stereocenter findes det som to spejlvendte isomerer; disse betegnes S-(+)-citalopram og R-(-)-citalopram. Lundbeck fandt senere ud af, at S-(+)-formen faktisk besidder den ønskede antidepressive effekt. Man isolerede derfor denne form som fik det generiske navn escitalopram. Escitalopram markedsføres i dag under navnet Cipralex®.

## Virkning
Serotonin har betydning for impulsoverførelser i hjernen, da stoffet overfører nerveimpulser fra en nerveende til en anden. Det er denne proces, som er med til at stimulere vores sindstilstand og derved regulere vores humør. Et underskud af serotonin vil derfor kunne bevirke en depression[kilde mangler]. Citalopram kan, udover at øge mængden af serotonin, fungere blokerende for optagelsen af serotonin i de nerveceller (receptorer), som normalt ville nedbryde signalstoffet. Resultatet bliver en længerevarende højere koncentration af serotonin i synapsespalten og dermed bedre humør. Citalopram er et af de bedste stoffer mod depression kendt i dag, da det har en effektiv virkning og få bivirkninger.

## Eksterne links
Du kan læse mere om citalopram på medicinhåndbogen.dk